# Amata helleia
Amata helleia är en fjärilsart som beskrevs av Jean Romieux 1935. Amata helleia ingår i släktet Amata och familjen björnspinnare. Inga underarter finns listade i Catalogue of Life.